# Józef Batkiewicz
Józef Batkiewicz [juzef batkjevič] (* 22. února 1950 Nowy Targ) je bývalý polský hokejový útočník.

## Hráčská kariéra

### Klubová kariéra
V polské lize hrál za tým Podhale Nowy Targ (1970–1981). Je devítinásobným mistrem Polska. V polské lize nastoupil za 15 sezón v 352 utkáních a dal 165 gólů. Později působil v Rakousku.

### Reprezentační kariéra
Polsko reprezentoval na olympijských hrách v roce 1972 a na 5 turnajích mistrovství světa v letech 1971, 1972, 1973, 1975 a 1978. Celkem za polskou reprezentaci nastoupil v letech 1971–1978 v 85 utkáních a dal 17 gólů.